# Emak France
Pour les articles homonymes, voir Staub.
Emak France, anciennement Staub Motoculture, est une entreprise française spécialisée dans la fabrication de motoculteurs créée en 1906, filiale du groupe italien Emak SpA depuis 2003.

## Histoire
L'entreprise est créée en 1906 par Joseph Staub à Sartrouville. Elle est déplacée par la suite rue des Acacias, dans le 17e arrondissement de Paris[Quand ?].
En 1922, George Staub, le fils de Joseph, reprend l'entreprise. Ce dernier installe l'année suivante les ateliers de l'entreprise rue Jules-Ferry à Courbevoie. En 1938, son premier motoculteur, modèle « passe-partout », est construit.
Après la Seconde Guerre mondiale, l'entreprise s'installe boulevard de Verdun à Courbevoie.
En 1984, Staub intègre Electrolux Motoculture puis change plusieurs fois de propriétaire avant d'être rachetée le 1er juillet 2003 par le groupe italien Emak SpA.
Aujourd’hui, le siège de Staub se situe à Rixheim, en Alsace, et fait travailler cinq usines : trois en France et deux en Italie. Plus de trois cents revendeurs spécialisés diffusent les motoculteurs et tondeuses Staub.
La société actuelle porte le nom de Emak France mais la marque Staub est conservée.